# Vụ bắt giữ Rodrigo Duterte
Ngày 11 tháng 3 năm 2025, cựu Tổng thống thứ 16 của Philippines Rodrigo Duterte đã bị Cảnh sát Quốc gia Philippines và Interpol bắt giữ trong chiến dịch Operation Pursuit theo quyết định truy nã từ Tòa án Hình sự Quốc tế với cáo buộc tội chống lại loài người có liên quan đến cuộc chiến chống ma túy ở Philippines. Ông bị bắt tại Sân bay quốc tế Ninoy Aquino ở vùng đô thị Manila vào ngày 11 tháng 3 sau khi tham dự một cuộc vận động tranh cử ở Hồng Kông. Sau đó, ông được chuyển đến Căn cứ Không quân Villamor và hiện đang được đưa đến The Hague, Hà Lan.
Duterte bị truy tố với tội danh chống lại loài người, bao gồm các vụ giết người ngoài tư pháp trong thời gian ông giữ chức Thị trưởng thành phố Davao và Tổng thống Philippines (cho đến khi quốc gia này rút khỏi Quy chế Rome vào năm 2019). Ông là tổng thống Philippines thứ tư bị truy tố và bắt giữ sau José P. Laurel (năm 1945), Joseph Estrada (năm 2001) và Gloria Macapagal Arroyo (năm 2011). Ông cũng là Tổng thống Philippines đầu tiên phải đối mặt với một tòa án quốc tế và là nguyên thủ quốc gia ở châu Á đầu tiên bị đưa ra xét xử trước ICC.
Duterte bị bắt trong bối cảnh mâu thuẫn leo thang giữa hai gia tộc chính trị Marcos và Duterte mặc dù Tổng thống Bongbong Marcos bày tỏ sự tiếc nuối về vụ bắt giữ. Các nhà phân tích nhận định rằng việc Duterte bị bắt và giao nộp cho ICC diễn ra nhanh chóng, suôn sẻ theo một cách đáng chú ý, đồng thời đánh dấu một chiến thắng cho phe Marcos trong cuộc đối đầu với gia tộc Duterte.

## Bối cảnh

### ICC vào cuộc điều tra
Rodrigo Duterte đã trở thành mục tiêu bị Tòa án Hình sự Quốc tế (ICC) tập trung điều tra vì cáo buộc tội ác chống lại loài người. Cuộc điều tra bao gồm mối liên hệ của ông với Davao Death Squad (DDS), một nhóm được cho là đã giết ít nhất 1000 từ những năm 1990, cũng như các vụ giết người ngoài tư pháp nhắm vào những người bị nghi là buôn bán và sử dụng ma túy trong thời gian ông làm Tổng thống cho đến năm 2019, khi Philippines rút khỏi ICC dưới thời chính quyền Duterte.
Năm 2017, luật sư Philippines Jude Sabio đã đệ trình lên Tòa án Hình sự Quốc tế (ICC) một tài liệu dài 77 trang có tiêu đề "Tình trạng giết người hàng loạt ở Philippines", trong đó cáo buộc Tổng thống Duterte và 11 quan chức khác về tội giết người hàng loạt và tội ác chống lại loài người. Tương tự, cựu Thượng nghị sĩ Antonio Trillanes IV và các thành viên của đảng Magdalo, do cựu dân biểu Gary Alejano dẫn đầu, đã đệ trình một đơn khiếu nại bổ sung dài 45 trang, yêu cầu bổ sung các cáo buộc tội ác chống lại loài người vào hồ sơ trước đó do Jude Sabio gửi lên ICC.
Tòa án Hình sự Quốc tế (ICC) chỉ có thẩm quyền điều tra các hành vi phạm tội xảy ra trong khoảng thời gian Philippines là thành viên của Quy chế Rome từ ngày 1/11/2011 đến ngày 16/3/2019. Giai đoạn này bao gồm khoảng gần ba năm trong nhiệm kỳ tổng thống của Duterte, thời điểm cuộc chiến chống ma túy ở Philippines đạt đến đỉnh cao. Tòa án Tối cao Philippines đã ra phán quyết vào năm 2021 về việc Philippines rút khỏi Quy chế Rome nhưng vẫn có nghĩa vụ hợp tác với các thủ tục tố tụng của ICC.

### Tình hình dưới thời Tổng thống Bongbong Marcos
Dưới thời Tổng thống kế nhiệm Bongbong Marcos, chính phủ vẫn duy trì lập trường không hợp tác với cuộc điều tra của Tòa án Hình sự Quốc tế (ICC). Tuy nhiên, đến năm 2024, chính phủ tuyên bố rằng họ không thể ngăn cản ICC tiến hành điều tra một cách độc lập. Vào tháng 11 năm 2024, trong khi vẫn giữ vững lập trường đối với ICC, chính phủ tuyên bố rằng nếu Duterte bị truy tố, họ sẽ giao nộp ông, viện dẫn nghĩa vụ của Philippines đối với Interpol.

### Chuẩn bị cho cuộc bắt giữ
Vào tháng 5 năm 2024, Bộ Tư pháp (DOJ) bắt đầu báo cáo cho Tổng thống Marcos về các kịch bản có thể xảy ra nếu ICC ban hành lệnh bắt giữ đối với Duterte, đồng thời trình bày về sự chuẩn bị của đội ngũ pháp lý trong việc xử lý tình huống này.
Theo The New York Times, để chuẩn bị cho khả năng ICC ban hành lệnh bắt giữ, Cảnh sát Quốc gia Philippines (PNP) đã bí mật soạn thảo một kế hoạch dài 80 trang mang mật danh Operation Pursuit nhằm bắt giữ Duterte. Kế hoạch này vạch ra các kịch bản về cách thức bắt giữ Duterte tại Manila hoặc Davao City, đồng thời bao gồm bản đồ về các bất động sản của Duterte cũng như tài sản của các đồng minh của ông.

## Sự kiện

### Ban hành lệnh truy nã
Phòng Sơ thẩm I của Tòa án Hình sự Quốc tế (ICC) đã ban hành lệnh bắt giữ vào ngày 7 tháng 3 năm 2025 tại The Hague, do thẩm phán chủ tọa Iulia Motoc cùng các thẩm phán Reine Alapini-Gansou và Socorro Flores Liera ký. ICC đã liên hệ với Interpol để thực thi lệnh bắt này. Mặc dù có tin đồn rằng lệnh bắt này sẽ được thi hành khi Duterte bay đến Hồng Kông vài ngày trước đó, nhưng sự tồn tại hợp pháp của lệnh bắt không được công chúng biết ngay lập tức. Thông tin này chỉ được công bố thông qua một thông cáo báo chí của Văn phòng Truyền thông Tổng thống vài giờ sau khi lệnh được thi hành.
Trong một cuộc họp báo sau đó, Tổng thống Bongbong Marcos cho biết lệnh bắt đã được Văn phòng Interpol Manila gửi đến Văn phòng Tổng thống Philippines vào khoảng 03:00 PHT (UTC+08:00) ngày 11 tháng 3 năm 2025 và chính phủ đã tiến hành thi hành lệnh bắt với sự phối hợp của Cảnh sát Quốc gia Philippines.

### Cuộc vận động tranh cử của đảng PDP tại Hồng Kông
Vào ngày 7 tháng 3, Rodrigo Duterte bay đến Hồng Kông để tham dự một cuộc mít tinh của đảng Partido Demokratiko Pilipino (PDP) và vận động cho các ứng cử viên thượng nghị sĩ của đảng. Con gái ông, Phó Tổng thống Sara Duterte cũng bay đến Hồng Kông để tham gia cùng ông trong sự kiện này. Ngày 8 tháng 3, Duterte được nhìn thấy tại Causeway Bay giữa lúc xuất hiện tin đồn rằng Tòa án Hình sự Quốc tế đã ban hành lệnh bắt đối với cựu tổng thống, theo một báo cáo của tờ The Standard, một tờ báo tiếng Anh có trụ sở tại Hồng Kông. Chính phủ Philippines khi đó không xác nhận liệu Tòa án Hình sự Quốc tế có ban hành lệnh bắt hay không, nhưng đã ra tuyên bố rằng "nếu Interpol yêu cầu sự hỗ trợ cần thiết từ chính phủ, thì chính phủ có nghĩa vụ tuân theo", đồng thời khẳng định "chính phủ đã sẵn sàng cho bất kỳ tình huống nào."
Từ ngày 10 đến sáng ngày 11 tháng 3, hàng trăm cảnh sát đã được triển khai tại sân bay quốc tế Francisco Bangoy ở thành phố Davao, Clark Freeport Zone ở Pampanga và khu vực vùng đô thị Manila để chuẩn bị cho một vụ bắt giữ quan trọng nhưng không được tiết lộ danh tính. Nhiều suy đoán cho rằng mục tiêu của đợt triển khai này chính là Duterte, người dự kiến sẽ trở về Philippines từ Hồng Kông.
Có tin đồn rằng Duterte xin tị nạn chính trị, nhưng Sara Duterte khẳng định rằng trong thời gian ở Hồng Kông, cha của bà không liên lạc với các quan chức Trung Quốc.

### Bắt giữ
Vào ngày 11 tháng 3, cảnh sát đã có mặt tại Sân bay quốc tế Ninoy Aquino để chuẩn bị cho việc đón Duterte trở về. Ông hạ cánh lúc 09:20 PHT (UTC+08:00) trên chuyến bay Cathay Pacific 907 và bị bắt ngay khi vừa đặt chân xuống sân bay. Tướng về hưu Anthony Alcantara, Giám đốc điều hành Trung tâm Tội phạm Xuyên Quốc gia Philippines (PCTC) và Đặc phái viên về Tội phạm Xuyên Quốc gia, là người thay mặt Tổng công tố viên Bộ Tư pháp thực thi lệnh bắt giữ. Các luật sư, trợ lý và bác sĩ của Duterte đã bị ngăn cản tiếp cận ông khi ông bị cảnh sát áp giải.
Vợ của ông là Honeylet Avanceña đã cố gắng ngăn cản Duterte rời đi cùng lực lượng chức năng. Trong khi đó, con gái ông là Veronica Duterte đã phát trực tiếp trên Instagram khi lực lượng Cảnh sát Quốc gia Philippines (PNP) và Nhóm Điều tra và Phát hiện Tội phạm (CIDG) đến tiếp cận gia đình Duterte để thực hiện lệnh bắt giữ ông. Cô cáo buộc cảnh sát là "bắt cóc cấp nhà nước" và tuyên bố rằng họ không có lệnh bắt.
Cảnh sát Quốc gia Philippines đã chỉ thị cho các đơn vị khu vực và lực lượng hỗ trợ quốc gia tăng cường cảnh giác kể từ ngày 11 tháng 3, nhằm chuẩn bị cho các cuộc biểu tình và bất ổn dân sự có thể xảy ra sau vụ bắt giữ Duterte.

### Giam giữ và chuyển đến The Hague
Sau khi bị bắt, Rodrigo Duterte bị giam giữ tại Căn cứ Không quân Villamor. Tại đó ông được Thượng nghị sĩ Bong Go, trợ lý thân cận lâu năm, và bác sĩ riêng Agnes del Rosario mang pizza đến cho ăn. Go cho biết việc này được thực hiện theo yêu cầu của Duterte và Veronica, con gái của ông.
Con trai của Duterte, Thị trưởng Thành phố Davao Sebastian Duterte, cáo buộc trên Facebook rằng cha mình đang bị từ chối chăm sóc y tế khi bị giam giữ và chính phủ đang cố gắng đưa ông lên máy bay mà không tiết lộ điểm đến. Tuy nhiên, chính phủ Philippines khẳng định rằng Duterte vẫn trong tình trạng sức khỏe tốt.
Vào lúc 23:03 PHT (UTC+08:00), một máy bay Gulfstream G550 do chính phủ thuê mang số hiệu RPC5219, chở ông Duterte cùng với luật sư Salvador Medialdea và những người đi cùng đã rời Manila. Chiếc máy bay đã bay đến Dubai để quá cảnh và hiện đang trên đường đến The Hague, Hà Lan. Duterte dự kiến bị đưa ra xét xử tại The Hague với cáo trạng tội ác chống lại loài người của ICC và sau đó sẽ tiếp tục bị giam giữ để chờ phiên tòa tại khu giam giữ của Liên Hợp Quốc dành cho ICC.

## Biểu tình

### Những người ủng hộ Duterte

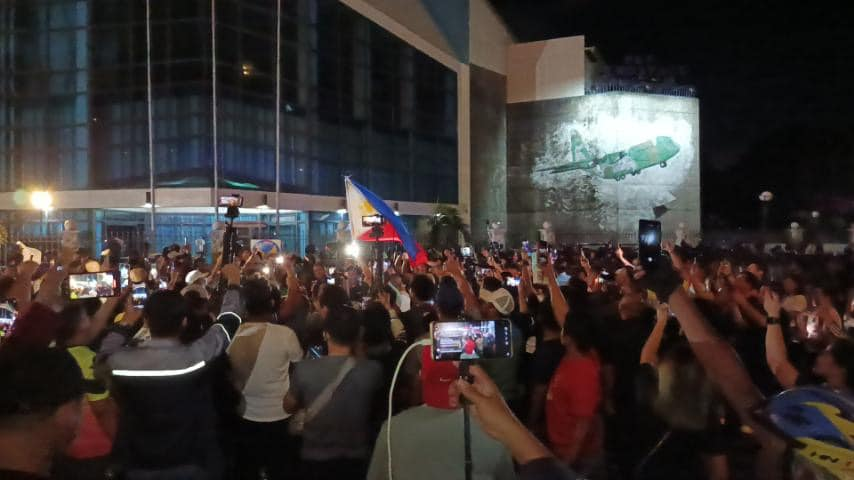
Những người ủng hộ Duterte biểu tình phản đối lệnh bắt giữ bên ngoài cổng Căn cứ Không quân Villamor.

Người dân tập trung bên ngoài cổng Căn cứ Không quân Villamor, nơi Duterte bị giam giữ, để phản đối việc bắt giữ ông đồng thời chỉ trích chính phủ. Những người ủng hộ Duterte cũng tổ chức một buổi thắp nến tại công viên Rizal, thành phố Davao, với sự tham gia của hàng trăm người, bao gồm cả các quan chức thành phố, các trưởng barangay và các ủy viên hội đồng. Tại Iligan, Lanao del Norte, hàng trăm người biểu tình đã tập trung dọc theo đại lộ Roxas và Quezon. Thị trưởng Iligan Franklin Quijano và luật sư Manuel Salibay kêu gọi người dân Iligan yêu cầu trả tự do cho Duterte.
Các cuộc biểu tình và hành động quần chúng quy mô lớn đã diễn ra ở nhiều khu vực trên khắp đất nước, đặc biệt là tại Visayas và Mindanao. Tại Thành phố Cotabato, khoảng 4.000 người ủng hộ đã tổ chức một cuộc diễu hành đoàn kết tại quảng trường thành phố và tham gia một buổi cầu nguyện. Tương tự, các buổi cầu nguyện cũng được tổ chức tại thành phố General Santos và thành phố Kidapawan, thu hút một lượng lớn người tham gia. Bên cạnh đó, tại Bukidnon, những người ủng hộ cũng tổ chức một cuộc tập hợp để bày tỏ sự ủng hộ Duterte. Các cuộc biểu tình ủng hộ ông cũng diễn ra tại nhiều thành phố khác như Butuan, Cebu, Marawi và Zamboanga thu hút đông đảo người tham gia.
Tại thành phố Cotabato, khoảng 4.000 người ủng hộ đã tổ chức diễu hành đoàn kết tại quảng trường trung tâm và tham gia một buổi cầu nguyện tập thể. Tương tự, các buổi cầu nguyện cũng được tổ chức tại General Santos và Kidapawan, thu hút một lượng lớn người tham gia. Tại Bukidnon, một cuộc tập hợp cũng được tổ chức để bày tỏ sự ủng hộ đối với Duterte. Các cuộc biểu tình tương tự cũng diễn ra tại các thành phố Butuan, Cebu, Marawi, và Zamboanga. Nhiều người biểu tình tại các sự kiện này đã hát các bài hát yêu nước của Philippines và bài "Try That in a Small Town" của nam ca sĩ Jason Aldean – ca khúc được các Diehard Duterte Supporters (DDS) sử dụng như một bài hát biểu tượng. Vào ngày 16 tháng 3, trong lễ Araw ng Dabaw, hàng nghìn cư dân của thành phố Davao, bao gồm các quan chức địa phương, đã tham gia một cuộc biểu tình ủng hộ Duterte. Cùng ngày, tại Kalibo, Aklan, một cuộc diễu hành bằng xe mô tô cũng được tổ chức nhằm bày tỏ sự ủng hộ đối với cựu tổng thống.
Tại Manila, gần 1.000 người ủng hộ đã tập trung tại Liwasang Bonifacio vào ngày 15 tháng 3 để bày tỏ sự ủng hộ đối với Duterte. Cùng ngày, một cuộc diễu hành bằng xe mô tô đã được tổ chức tại nhiều khu vực khác nhau trong vùng đô thị Manila. Vào ngày 16 tháng 3, một cuộc diễu hành bằng mô tô khác tiếp tục diễn ra, với người tham gia đến từ nhiều nơi khác nhau trong khu vực đô thị.

### Những người không ủng hộ Duterte
Các nhóm tiến bộ khác nhau do Bagong Alyansang Makabayan dẫn đầu, cùng với thân nhân của các nạn nhân bị giết hại ngoài tư pháp dưới chính quyền Duterte, đã tổ chức một cuộc biểu tình tại Welcome Rotonda, thành phố Quezon vào chiều ngày Duterte bị bắt. Họ kêu gọi giam giữ Duterte và phản đối các hành vi vi phạm nhân quyền trong cuộc chiến chống ma túy mà ông từng triển khai.
Một thánh lễ tạ ơn để tưởng niệm các nạn nhân của các vụ hành quyết trong cuộc chiến chống ma túy đã được tổ chức tại Nhà thờ chính tòa Cubao, Quezon City, do cha Flavie Villanueva chủ trì. Ông là thành viên của Chương trình Paghilom, một tổ chức nhân quyền hỗ trợ các gia đình nạn nhân trong cuộc chiến chống ma túy tại Philippines.

## Phản ứng

### Các cựu quan chức và đồng minh của chính quyền Duterte

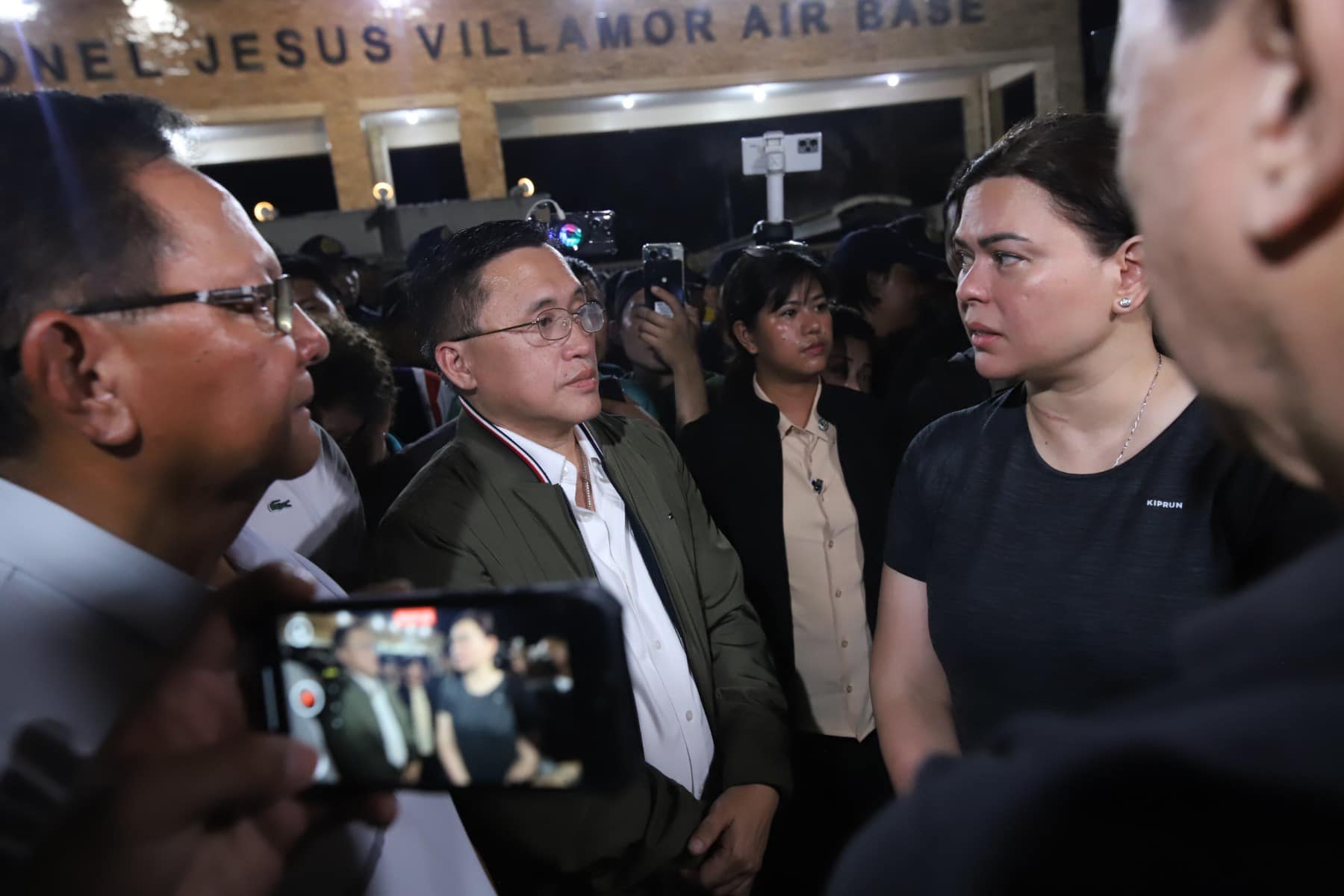
Thượng nghị sĩ Bong Go và Phó Tổng thống Sara Duterte phát biểu trước báo chí ngày 11 tháng 3 năm 2025, ở bên ngoài Căn cứ Không quân Villamor, nơi Rodrigo Duterte bị giam giữ.

Salvador Panelo, cựu Cố vấn pháp lý trưởng và Người phát ngôn Tổng thống dưới thời Rodrigo Duterte, đã lên án vụ bắt giữ Duterte là "trái pháp luật", với lý do Philippines không còn là thành viên của ICC. Trước đó, Tòa án Tối cao Philippines, nơi ông phải chịu trách nhiệm với tư cách một viên chức của tòa, đã phán quyết rằng Philippines vẫn có nghĩa vụ hợp tác với ICC đối với các sự kiện xảy ra trước khi việc rút khỏi ICC chính thức có hiệu lực.
Bà Sara Duterte, Phó Tổng thống Philippines và là con gái của ông Duterte đã chỉ trích chính phủ Philippines trong khi thông báo rằng cha bà sẽ bị đưa đến Tòa án Hình sự Quốc tế (ICC). Bà nói rằng Interpol và ICC "không có cơ sở để bắt giữ" cha bà. Bà cũng tuyên bố rằng việc giam giữ cha bà là "một sự sỉ nhục đối với chủ quyền quốc gia và là một sự xúc phạm đối với niềm tin của mọi người dân Philippines vào nền độc lập của đất nước". Trên chuyến bay đến Hà Lan vào ngày 12 tháng 3, Sara Duterte đã thay đổi ảnh đại diện trên Facebook và X thành một dải ruy băng đỏ có dòng chữ "BRING PRRD HOME 👊🏼". Trong khi đó, con trai của Duterte, Thị trưởng Sebastian Duterte của thành phố Davao, cáo buộc trên Facebook rằng cha anh đang bị từ chối chăm sóc y tế khi bị giam giữ và chính phủ đã cố ép ông lên máy bay mà không tiết lộ điểm đến. Tuy nhiên, chính phủ Philippines khẳng định Duterte vẫn trong tình trạng tốt. Ngày 14 tháng 3 năm 2025, bà Sara Duterte tuyên bố sẽ không quay lại Philippines trong một khoảng thời gian không xác định, với lý do tập trung vào việc thành lập đội ngũ pháp lý cho cha mình. Hôm sau, cô tiếp tục khẳng định rằng sẽ không trở về Philippines cho đến khi một thành viên khác trong gia đình có mặt ở Hà Lan để đảm bảo cha cô không bị bỏ lại một mình.

### Chính phủ Philippines

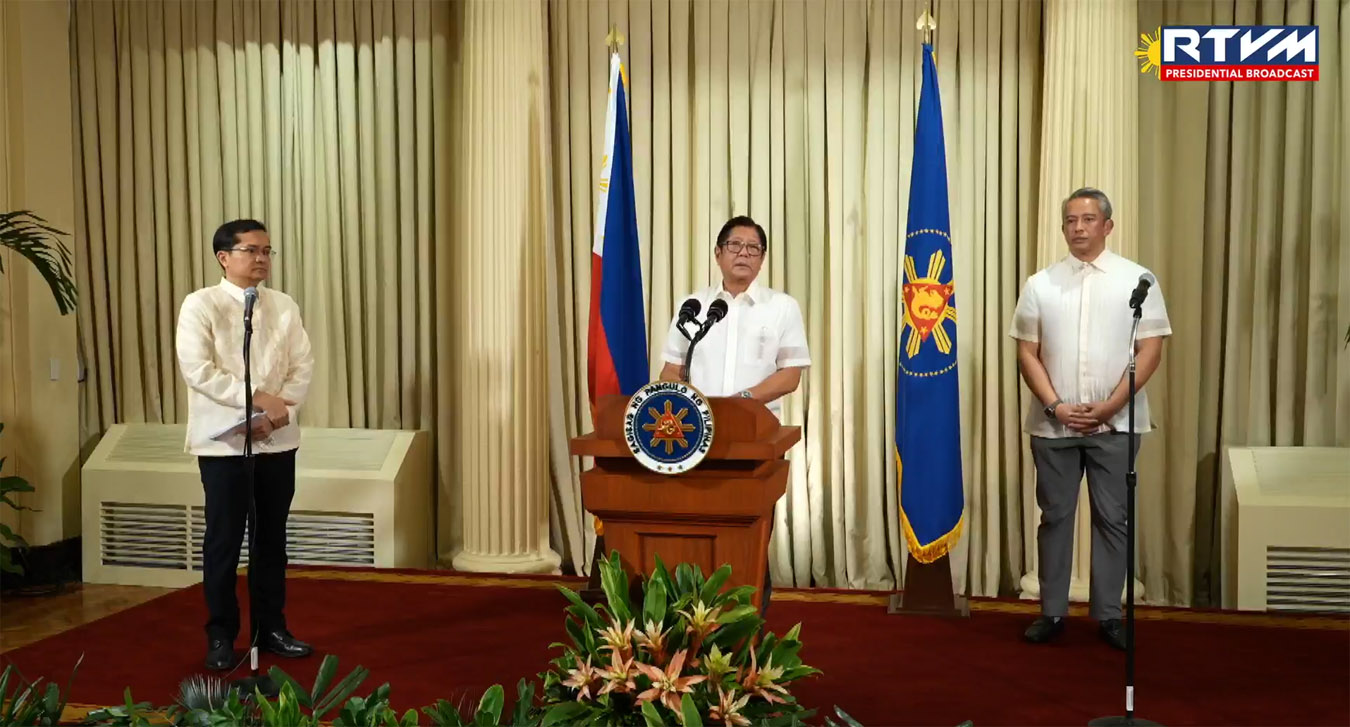
Tổng thống Bongbong Marcos phát biểu trước báo chí chỉ vài phút sau khi máy bay chở Duterte rời Philippines đến Hà Lan vào ngày 11 tháng 3 năm 2025. Bộ trưởng Nội vụ Jonvic Remulla (bên phải) cùng tham gia buổi họp báo.

Tổng thống Bongbong Marcos bác bỏ cáo buộc rằng vụ bắt giữ Duterte là một hình thức "đàn áp chính trị", khẳng định rằng vụ án đã được khởi xướng từ năm 2017, khi Duterte vẫn còn đương chức tổng thống.
Chủ tịch Thượng viện Francis Escudero kêu gọi Tòa án Hình sự Quốc tế tuân thủ đúng quy trình tố tụng và kêu gọi sự kiềm chế, đồng thời cảnh báo không nên lợi dụng vụ bắt giữ Duterte cho mục đích chính trị trước cuộc bầu cử năm 2025.
Chủ tịch Thượng viện tạm quyền Jinggoy Estrada nhấn mạnh tầm quan trọng của đoàn kết dân tộc, kêu gọi người dân giữ bình tĩnh, tránh lan truyền thông tin sai lệch hoặc kích động bạo lực. Ông cũng cho rằng Duterte, với tư cách là một luật sư, hiểu rõ các bước pháp lý cần thực hiện.
Thượng nghị sĩ Imee Marcos, chị gái của đương kim tổng thống, chỉ trích sự chia rẽ chính trị, cho rằng vụ bắt giữ Duterte chỉ gây thêm "hỗn loạn" và đặt câu hỏi liệu điều này có mang lại lợi ích gì cho người dân hay không. Bà cũng bày tỏ sự cảm thông với Duterte, nhấn mạnh đến tuổi tác của ông. Thể hiện cho sự phản đối vụ bắt giữ, bà đã không tham dự buổi vận động tranh cử của Alyansa para sa Bagong Pilipinas tại Tacloban.

### Phe đối lập Philippines
Lãnh đạo phe đối lập và cựu Thượng nghị sĩ Leila de Lima, người từng bị chính quyền Duterte bỏ tù và sau đó được tuyên trắng án trong một vụ án ma túy, đã hoan nghênh vụ bắt giữ Duterte. Bà cũng tuyên bố:
| “               | ...I stood before the courts because I had nothing to hide. Duterte now has to answer for his actions, not in the court of public opinion but before the rule of law. | ” |
| — Leila de Lima | |   |

tạm dịch:
"Tôi đã đứng trước tòa vì tôi không có gì phải che giấu. Giờ đây, Duterte phải chịu trách nhiệm cho hành động của mình, không phải trước dư luận, mà là trước pháp luật."

Cựu Thượng nghị sĩ Antonio Trillanes IV, một trong những người chỉ trích Duterte mạnh mẽ nhất, tuyên bố rằng việc bắt giữ Duterte là "bước đầu tiên hướng tới công lý cho hàng nghìn nạn nhân đã thiệt mạng". Ông cũng kêu gọi Duterte "tận dụng thời gian này thanh tẩy tâm hồn mình, chuộc lại lỗi lầm". Trước đó, Trillanes cùng các thành viên của Magdalo Party-List đã từng đệ đơn khiếu nại hình sự chống lại Duterte tại ICC vào năm 2017.

### Các nhà hoạt động nhân quyền
Vụ bắt giữ được các gia đình nạn nhân đón nhận một cách tích cực. Neri Colmenares, luật sư đại diện cho các nạn nhân, nhận định rằng đây là một bước tiến quan trọng hướng tới công lý, đồng thời nhấn mạnh rằng vụ bắt giữ "gửi đi một thông điệp mạnh mẽ". Kristina Conti, trợ lý pháp lý tại Tòa án Hình sự Quốc tế (ICC), bày tỏ hy vọng rằng việc bắt giữ Duterte sẽ mở đường cho một phiên tòa xét xử.
Agnès Callamard, Tổng thư ký của Ân xá Quốc tế và cựu Báo cáo viên Đặc biệt của Liên Hợp Quốc về các vụ hành quyết ngoài tư pháp, không qua xét xử hoặc tùy tiện, người từng tham gia điều tra tình hình tại Philippines, đã gọi việc bắt giữ Duterte là "một bước tiến vĩ đại cho công lý".

### Cộng đồng các tôn giáo
Trong một thông cáo báo chí do Hội đồng Giám mục Công giáo Philippines (CBCP) phát hành, tổ chức này gọi vụ bắt giữ Duterte là "một bước quan trọng hướng tới trách nhiệm giải trình" và nhấn mạnh rằng sự kiện này "tạo tiền lệ quan trọng trong việc giải quyết các vi phạm nhân quyền trong quá khứ và tương lai ở Philippines".

### Quốc tế
- Trung Quốc – Ngày 11 tháng 3, phát ngôn viên Bộ Ngoại giao Trung Quốc Mao Ninh tuyên bố rằng ICC cần tuân thủ chặt chẽ nguyên tắc bổ trợ, thực hiện chức năng và quyền hạn một cách thận trọng theo luật pháp, đồng thời tránh chính trị hóa hoặc áp dụng tiêu chuẩn kép.[75]
- Liên Hợp Quốc – Trong một cuộc họp báo, Ravina Shamdasani, phát ngôn viên của Văn phòng Cao ủy Nhân quyền Liên Hợp Quốc, tuyên bố rằng họ đã từ lâu ghi nhận những tác động nghiêm trọng đến nhân quyền của cái gọi là 'cuộc chiến chống ma túy' tại Philippines.[76]

## Kết quả

### Bắt đầu phiên tòa ICC
Duterte lần đầu xuất hiện trước Tòa án Hình sự Quốc tế (ICC) qua cầu truyền hình vào ngày 14 tháng 3, tại đó ông được thông báo về các cáo buộc chống lại mình. Ông dự kiến sẽ bị truy tố tại The Hague với tội danh chống lại loài người tại Tòa và sẽ tiếp tục bị giam giữ tại khu vực của ICC trong Đơn vị Giam giữ Liên Hợp Quốc trong khi chờ xét xử. Phiên xác nhận cáo buộc được lên lịch vào ngày 23 tháng 9 năm 2025. Vào ngày 18 tháng 3, Phó Tổng thống Sara Duterte, người đã đến Hà Lan, thông báo rằng Salvador Medialdea và cựu phát ngôn viên tổng thống Harry Roque sẽ không còn nằm trong nhóm pháp lý bảo vệ Duterte tại ICC. Thay vào đó, đội ngũ này sẽ do luật sư người Anh-Israel Nicholas Kaufman, một người có nhiều kinh nghiệm tại ICC, dẫn đầu. Trước đó, Medialdea đã xuất hiện trước Phòng Sơ thẩm của ICC trong phiên điều trần ban đầu của Duterte, trong khi Roque chưa từng được đề cử chính thức vào nhóm biện hộ.